# Cenocoelius japonicus
Cenocoelius japonicus är en stekelart som först beskrevs av Watanabe 1951.  Cenocoelius japonicus ingår i släktet Cenocoelius och familjen bracksteklar. Inga underarter finns listade.